# Corydalis taliensis
Corydalis taliensis är en vallmoväxtart som beskrevs av Adrien René Franchet. Corydalis taliensis ingår i släktet nunneörter, och familjen vallmoväxter. Inga underarter finns listade i Catalogue of Life.